# Якщо кохаєш...
«Якщо кохаєш…» — радянський художній фільм-мелодрама 1982 року, знята на кіностудії «Таджикфільм».

## Сюжет
Доля головного героя фільму складалася цілком благополучно, але випадкова зустріч круто змінює все його життя.

## У ролях
- Рустам Уразаєв — Сабір
- Селбі Курбанова — Зебо
- Тамара Яндієва — Лола
- Сайрам Ісаєва — Маліка
- Баба Аннанов — Рузієв

## Знімальна група
- Автор сценарію: Борис Дуров
- Режисер-постановник: Абдурахім Кудусов
- Оператори-постановники: Віктор Мірзаянц, Кові Бахор
- Художник-постановник: Давид Ільябаєв
- Композитор: Толіб-хон Шахіді
- Звукооператори: Фармон Махмудов, Ірина Калініна